# Neudau
Neudau là một đô thị thuộc huyện Hartberg thuộc bang Steiermark, nước Áo. Đô thị Neudau có diện tích 10,14 km², dân số thời điểm năm 2005 là 1315 người.